# Chlorocoma rhodothrix
Chlorocoma rhodothrix là một loài bướm đêm trong họ Geometridae.